# Marmosa regina
Marmosa regina — південноамериканський сумчастий з родини Didelphidae. Його ареал включає Бразилію, Колумбію, Еквадор, Перу та Болівію. Він зустрічається в тропічних лісах у найзахіднішій частині басейну Амазонки та біля східних передгір'їв Анд, на висотах до 1634 метрів. Раніше його відносили до роду Micoureus, який у 2009 році був виділений у підрід. Деякі джерела, такі як Американське товариство мамологів, вважають, що цей вид є синонімом Marmosa isthmica.